# La Grange (Carolina del Nord)
La Grange è una città degli Stati Uniti d'America situata nella Carolina del Nord, nella Contea di Lenoir.